# جاومي فورت
جاومي فورت (بالإسبانية: Jaume Fort) هو لاعب كرة يد إسباني في مركز حارس مرمى ‏، ولد في 25 يوليو 1966 في كارديديو في إسبانيا. لعب مع فغيش أوف غوبينغن ونادي ثيوداد ريال لكرة اليد ونادي جرانوليريس لكرة اليد ونادي كانتابريا لكرة اليد ونادي لمغو لكرة اليد.

## وصلات خارجية
- جاومي فورت على موقع الاتحاد الأوروبي لكرة اليد (الإنجليزية)
- جاومي فورت على موقع اللجنة الأولمبية الدولية (الإنجليزية)
- جاومي فورت على موقع أوليمبيديا (الإنجليزية)